# Erszényes ördög

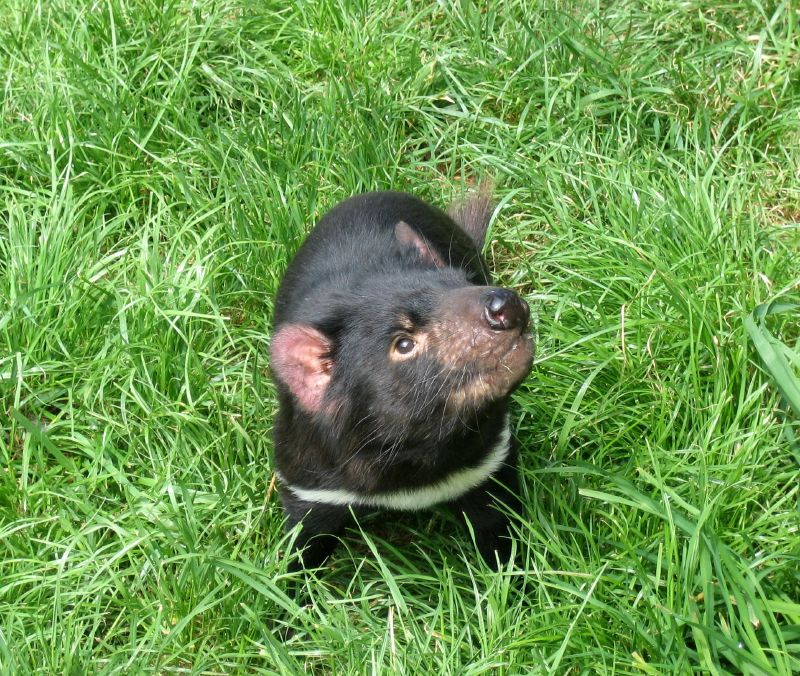

Az erszényes ördög (Sarcophilus harrisii) emlősök (Mammalia) osztályának erszényes ragadozók (Dasyuromorphia) rendjébe, ezen belül az erszényesnyestfélék (Dasyuridae) családjába tartozó faj. Egyéb nevei: tasman ördög, vagy tasmaniai ördög.
A Sarcophilus erszényesnem egyetlen élő faja. Az erszényesnem egy másik tagja, a Sarcophilus laniarius a pleisztocén korban élt Ausztráliában. Ez a faj mintegy 25%-kal nőtt nagyobbra, mint a ma élő erszényes ördög. Feltehetően az Ausztráliába érkező első emberek megtelepedését követően halt ki.

## Előfordulása
Az erszényes ördög régen Ausztráliában majdnem mindenhol elterjedt volt. Ma már kizárólag az Ausztráliához tartozó Tasmania szigetén él.
Tasmaniában az erszényes ördögnek kevés ellensége van. Élőhelyének szűkülése és a vegyszeres kártevőirtás azonban veszélyezteti az állományt.

## Alfajai
- Sarcophilus harrisii dixonae Werdelin, 1987
- Sarcophilus harrisii harrisii (Boitard, 1841)

## Megjelenése
A tasmaniai ördög hossza 52-80 centiméter, farokhossza 23-30 centiméter és testtömege 4-12 kilogramm. Teste erős és zömök, akár egy kis medvéé. Feje széles és tömör, végtagjai rövidek, farkát változó hosszúságú szőrzet borítja. A hím nagyobb, mint a nőstény. Bundája vastag és fekete; nyakát feltűnő fehér gyűrű, vállát, törzsét és farkát fehér foltok díszítik. Füle rózsaszín és csupasz. Mivel húsevő, erős állkapcsa van. A legnagyobb erszényes ragadozó, amely mérete egy kisebb kutyáé, de tömzsi és izomzata fejlett. Jellegzetes a fekete szőre, átható bűze, ha izgatott, hangos sikolya és vad étkezési szokásai. Vadászik és dögevő állat, emellett közösségi étkezésekben is részt vesz.

## Életmódja
Az állat magányos, de nem territoriális, és éjjel aktív. Ha megtámadják, vagy ha a fajtársait akarja elkergetni a dög mellől, hangos, rekedt morgással és fogcsikorgatással próbálkozik megfélemlíteni az ellenfelét. Ezen tulajdonságai és külső megjelenése miatt nevezték el ördögnek.
Tápláléka növények és kisebb emlősök, madarak, hüllők, kétéltűek, rovarok és dögök a csontot is elfogyasztja. Az erszényes ördög 5-8 évig él.

## Szaporodása
Az ivarérettséget 2 éves korban éri el. A párzási időszak április–május között van. A vemhesség 21 napig tart, ennek végén 20-30 alulfejlett kölyök születik, de csak 2-4 utód jut be az erszénybe. A nőstény 7-8 hónapig szoptatja kicsinyeit. Amikor a kölykök kinőtték az erszényt, néha az anyjuk hátán vitetik magukat.

## Veszélyeztetettsége
Az 1990-es évek vége óta egy fertőzés útján terjedő arctumor-betegség mintegy 70%-kal csökkentette a populációt, és veszélybe került a faj fennmaradása. Az erszényes ördögök általában harapással adják át egymásnak a kórt, amely torz daganatokat okoz pofájukon. A daganat akadályozza őket az evésben, így gyakorlatilag éhen pusztulnak. A tumor emellett roncsolhatja belső szerveiket is.
A Sydneyi Egyetem és a Tasmaniai Egyetem kutatói 2010 elején a sziget északnyugati részén olyan állományt fedeztek fel, amely immunisnak tűnik a fertőzés útján terjedő pofarákkal szemben. A vizsgált 400 példány 20 százaléka genetikai különbségeket mutatott a keleti ördögöktől, és egyikük sem volt fertőzött. Ez a felfedezés időt adhat a kutatók számára a betegség kezelésére és egy vakcina kifejlesztésére, végső soron a faj fennmaradásának biztosítására.

## Egyéb
A tasman ördög körülbelül 400 évvel az 1788-as európai megtelepedés előtt kipusztult az ausztrál kontinensről.
Tasmania lakói kártékony állatnak tekintették, mivel csökkentette a marhaállományt. Egészen 1941-ig vadászták, amikor az állatot hivatalosan védetté nyilvánították.
Összehangolt tenyésztéssel próbálják meg megmenteni a fajt. Európában az Európai Állatkertek és Akváriumok Szövetsége felügyelete alá tartozó Európai Veszélyeztetett Fajok Programja (EEP) keretében tenyésztik a faj egyedeit.
A Warner Brothers rajzfilmfiguráját, a Taz-mánia rajzfilmsorozat hősét, Tazt és családját az erszényes ördögről mintázták, habár nem sokban hasonlít az igazi állatra. A sorozat létrejötte előtt már létezett a figura, amely alkalmanként a Bolondos dallamok epizódjaiban jelent meg, de faját sosem nevezték meg. Mivel a Warner Bros figura néhány külső jegye is ördögre emlékeztet, ezért azonosították az erszényes ördöggel. Taz mesebeli sajátossága, hogy mindig forgószélként közlekedik.

## Képek

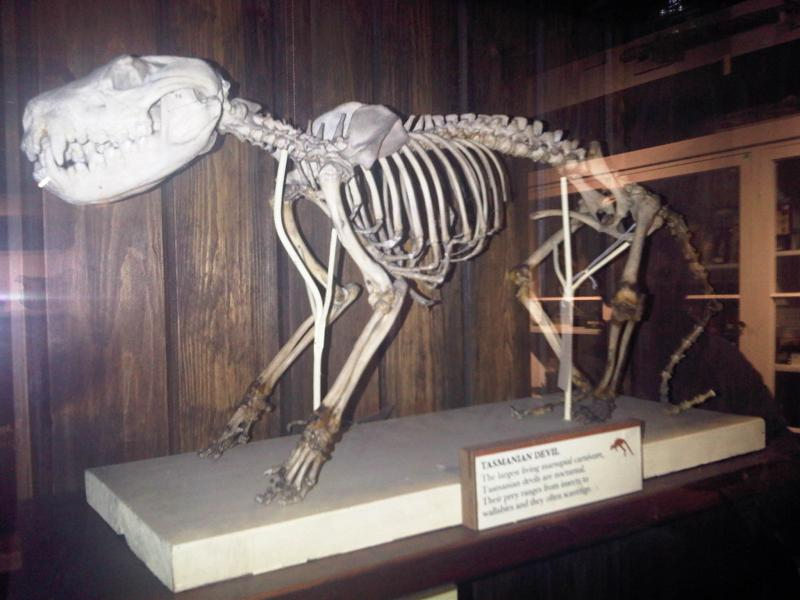
Csontváza
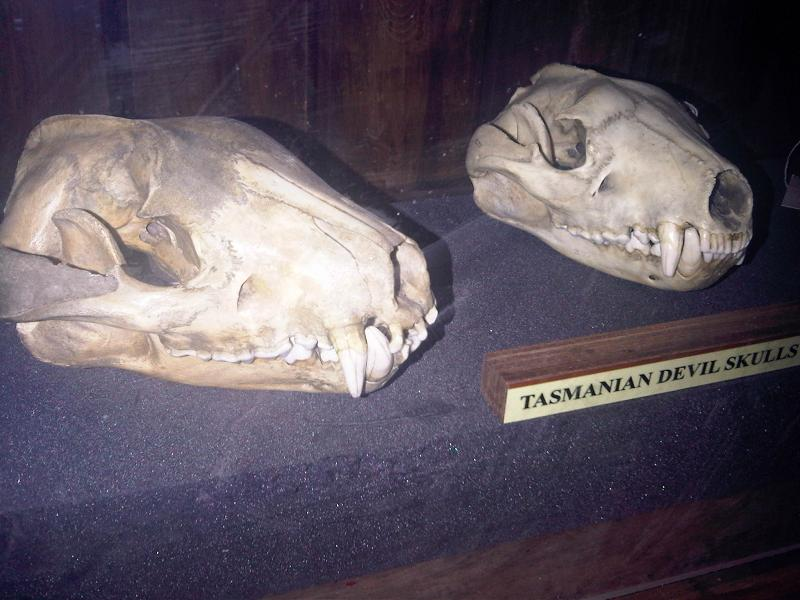
Koponyák
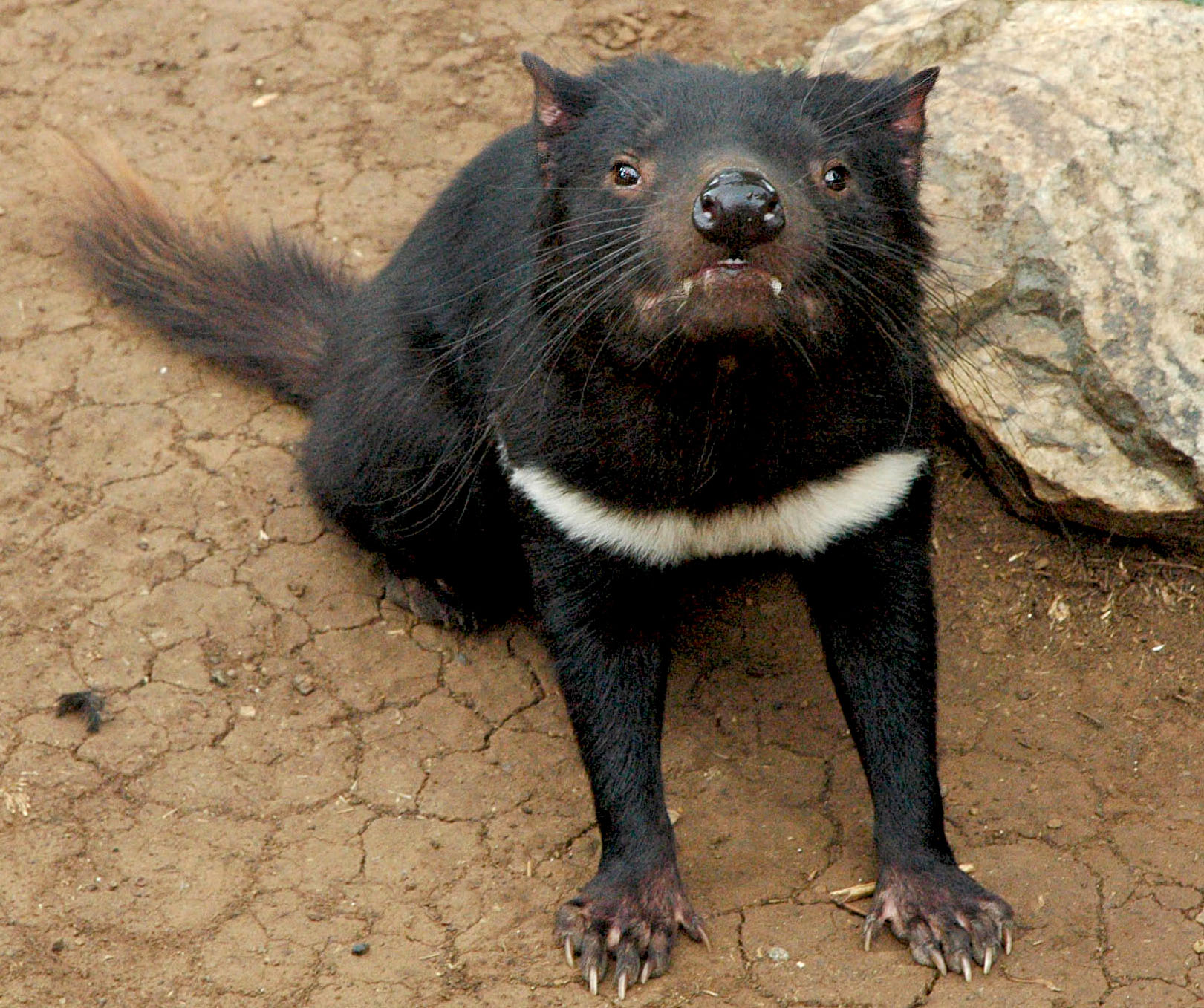
Élő
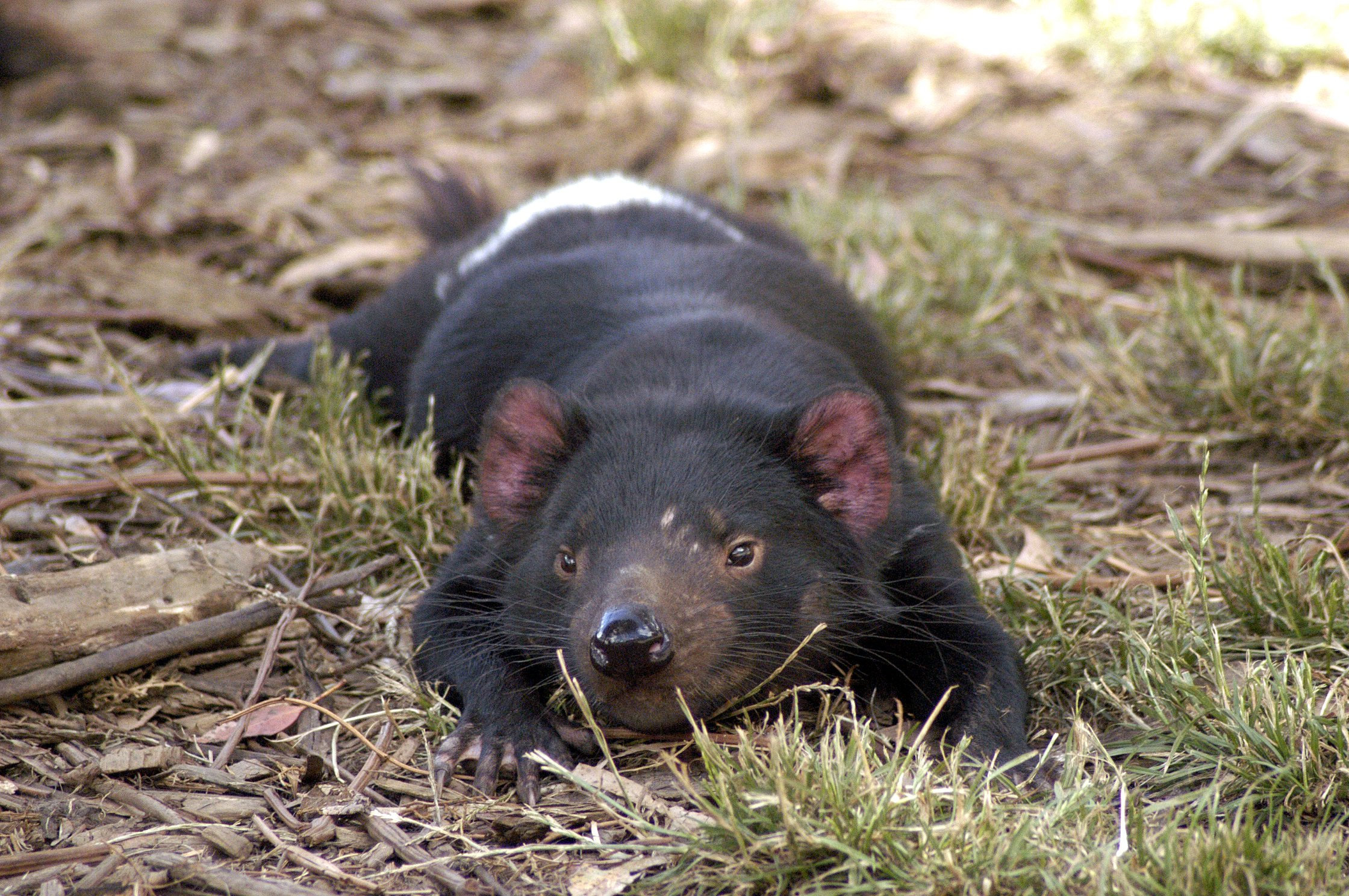
példányok
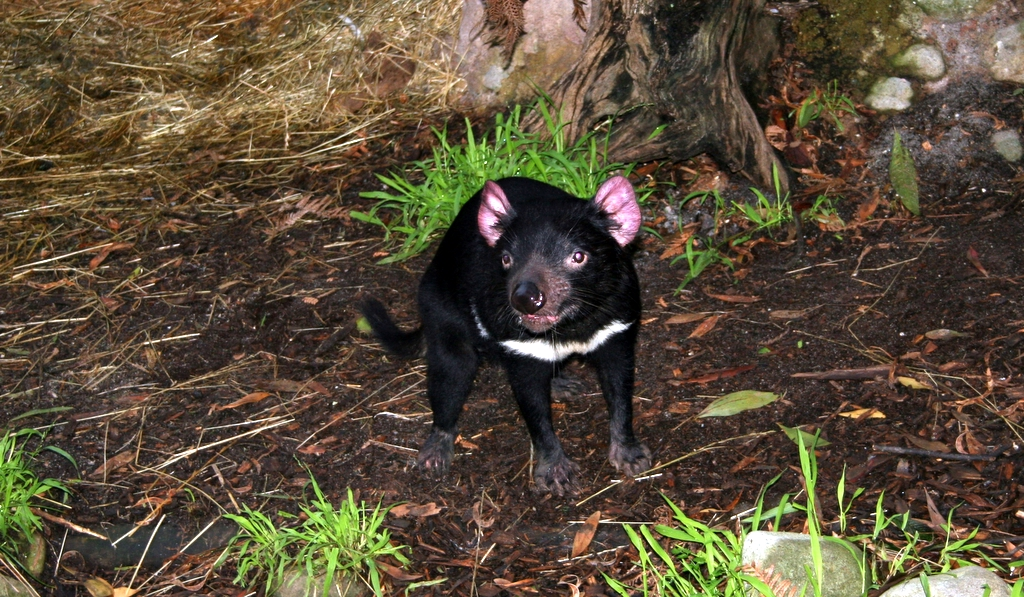